# Disophrys cramptoni
Disophrys cramptoni is een insect dat behoort tot de orde vliesvleugeligen (Hymenoptera) en de familie van de schildwespen (Braconidae). De wetenschappelijke naam van de soort werd voor het eerst geldig gepubliceerd door Charles Thomas Brues en Charles Howard Richardson in 1913. Het type, een vrouwtje met een lichaamslengte van 9,5 mm, werd verzameld door H.E. Crampton in Tumatumari, Brits-Guiana.